# Ramsbach (Schwäbisch Hall)

Ramsbach  ist ein Ortsteil des Schwäbisch Haller Stadtteils Tüngental.

## Geographie
Der Weiler Ramsbach steht etwa 2 km nördlich der Dorfmitte von Tüngental und 6 km nordöstlich der Stadtmitte von Schwäbisch Hall auf etwa 405 m ü. NHN fast am Nordrand des Naturraums der Haller Ebene. Am Westrand des Ortes mit etwa einem Dutzend Hausnummern vorbei verbindet die K 2571 den Weiler Bühlerzimmern der Gemeinde Braunsbach im Norden mit Tüngental im Süden. Am südöstlichen Ortsrand beginnt der Lauf des auch Wonbach genannten Rotbachs, der südostwärts zum Otterbach zieht. Etwas nördlich und etwas südlich des Ortes stehen zwei landschaftstypische kleine Waldinseln. Außer den beiden schon genannten Nachbarorten stehen die beiden ebenfalls zu Tüngental gehörenden Weiler Veinau und Wolpertsdorf nahe im Westen bzw. Osten.

## Geschichte
In Ramsbach stand die Wasserburg Ramsbach der Lamparter von Ramsbach. Das Schloss zu Ramsbach wurde im Jahre 1375 durch Berthold Lamparter aus Schwäbisch Hall erworben. Nach 1429 verarmte die Familie jedoch. Das Wappen der Lamparter von Ramsbach zeigt drei Fische im Feld sowie drei Fische in der Helmzier.
Lamparter wurden so genannt, weil sie mit den staufischen Königen in der Lombardei kämpften. Walter von Ramsbach ist im Jahre 1187 als Graf von Siena belegt. Ursprünglich waren sie komburgische Ministerialen. 
Der Standort der Wasserburg ist am östlichen Ende des Weilers als ein runder, einst ausgemauerter Graben zu erkennen. Innen befindet sich eine ummauerte Vertiefung. Die Burg wurde im Städtekrieg um 1450 verbrannt.
Ramsbach war als ein Ortsteil von Weckrieden seit dem Mittelalter im Besitz der Reichsstadt Hall. Dadurch gehörte es zum Haller Landterritorium und war dem hällischen Amt (In der) Schlicht unterstellt.
1849 wurde das Gebiet der Gemeinde Weckrieden erheblich verkleinert und Ramsbach nach Tüngental umgemeindet.
1972 wurde der Ort gemeinsam mit den anderen zu Tüngental gehörigen Weilern Altenhausen, Otterbach, Veinau und Wolpertsdorf nach Schwäbisch Hall eingemeindet.